# Mariano Azuela

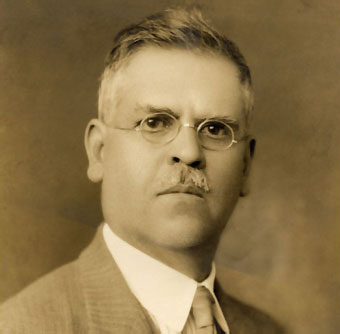
Mariano Azuela

Mariano Azuela (* 1. Januar 1873 in Lagos de Moreno, Jalisco; † 1. März 1952 in Mexiko-Stadt) war ein mexikanischer Arzt und Schriftsteller.

## Leben
Azuela studierte Medizin an der Universidad de Guadalajara; nach erfolgreichem Abschluss wurde er 1899 als Arzt zugelassen. Politisch interessiert nahm er an der Revolution teil und kämpfte unter Führung von Francisco Madero gegen Porfirio Díaz. Für einige Zeit leitete Azuela dabei auch die Verwaltung seiner Heimat Lagos de Moreno.
Nach der Ermordung Maderos legte Azuela 1913 alle seine Ämter nieder und schloss sich Pancho Villa an. 1915 flüchtete er nach El Paso (Texas) und arbeitete dort u. a. als Journalist. Zwei Jahre später kehrte er mit seiner Familie in die Hauptstadt seines Landes zurück und arbeitete dort dann zeit seines Lebens als Arzt.

## Rezeption
Azuelas großes umfassendes Thema ist die mexikanische Revolution. In vielen seiner Romane, Erzählungen und Essays beschreibt er das Werden seines Vaterlandes. Sein bei weitem berühmtester Roman – Los de abajo – entstand 1915 als Fortsetzungsroman für das Feuilleton der in El Paso erscheinenden, spanischsprachigen Zeitung El Paso del Norte. Im Folgejahr wurde er auch in Buchform publiziert. Bereits kurz nach Erscheinen wurde er vielfach übersetzt. Eine bemerkenswerte Verfilmung von Regisseur Chano Urueta war unter demselben Titel ab 1. Juni 1940 in den Kinos zu sehen.
Bei Los de abajo verzichtet Azuela auf historische Genauigkeit. Vielmehr besticht sein Werk durch schnellen Szenenwechsel und lebendige Bilder, mit denen er ein beeindruckendes Bild der revoltierenden Horden zeichnet. Dieser Roman gilt bis heute als bedeutendster der weit über 200 Revolutionsromane.
Neben seinem großen Thema beschrieb Azuela in seinem ersten Roman María Luisa mit leicht autobiographischen Anklängen die Zeit seines Studiums. Seine Werke Regina Landa und La mujer domada gelten als typische Vertreter des Costumbrismo.

## Ehrungen
- 1942 Staatspreis für Literatur
- 1949 Staatspreis für Wissenschaft und Kunst

## Werke (Auswahl)
Biografien
- El padre Don Agustín Rivera. 1942.
- Pedro Moreno. El insurgente. 1935.

Romane und Novellen
- Impresiones de un estudiante. 1896.
- María Luisa. 1907.
- Los fracasados. 1908.
- Mala y erba. 1909.
- Andrés Pérez, maderista. 1911 (Novelle).
- Los de abajo. 1915.
  - Die Rotte. Übersetzt von Hans Dietrich Diffelhoff. Kindt & Bucher, Gießen 1930
  - Die Rechtlosen. Übersetzt von Klaus Jetz. dipa-Verlag, Frankfurt am Main 1992, ISBN 3-7638-0180-4.
- Las moscas. 1918.
- El camarada Pantoja. 1937.
- Regina Landa. 1939.
- La mujer domada. 1946.
- Esa sangre. 1956 (aus dem Nachlass).

## Werkausgabe
- Obras completas. 1958/1960 (3 Bände).